# ザ・ハーダー・ゼイ・フォール: 報復の荒野
『ザ・ハーダー・ゼイ・フォール: 報復の荒野』(The Harder They Fall)は、ジェイムズ・サミュエルが監督、サミュエルとボアズ・イェーキンと共同で脚本を務めるアメリカの西部劇映画。出演はジョナサン・メジャース、イドリス・エルバ、ザジー・ビーツ、ラキース・スタンフィールド、デルロイ・リンドー、レジーナ・キング。2021年にNetflixで配信。

## あらすじ
自分の両親を殺した男が刑務所から釈放されることを知った無法者ナット・ラブは、男に復讐するために、かつてのギャング団を再結成する。

## キャスト
※括弧内は日本語吹替。
- ナット・ラブ（英語版） - ジョナサン・メジャース（櫻井トオル[2]）
- ルーファス・バック（英語版） - イドリス・エルバ（斉藤次郎[2]）
- ステージコーチ・メアリー（英語版） - ザジー・ビーツ（佐古真弓[2]）
- チェロキー・ビル（英語版） - ラキース・スタンフィールド（綱島郷太郎[2]）
- バス・リーヴス（英語版） - デルロイ・リンドー（宝亀克寿[2]）：連邦保安官。
- トゥルーディー・スミス - レジーナ・キング（斉藤貴美子）
- カフィー - ダニエル・デッドワイラー（朴璐美）
- ビル・ピケット - エディ・ガテギ（内田夕夜）
- ジム・ベックワース（英語版） - RJ・サイラー（英語版）（新祐樹）
- ワイリー・エスコー - デーオン・コール（英語版）
- モンロー・グライムズ - デイモン・ウェイアンズ・Jr

その他のキャスト吹替：平林剛、左座翔丸、菊池康弘、繊田海誓、虎島貴明、江頭宏哉、山本満太、野首南帆子、菊池達弘、松川裕輝、阿部彬名、田所陽向、川原元幸、内野恵理子、野々山恵梨、佐野愛、

## 日本語版スタッフ
- スタジオ：ACクリエイト
- 演出：萩野洋平
- 翻訳：伊藤美穂
- 調整：Formosa Group
- 録音：菊池悟史
- 音楽監督：市之瀬洋一、島津綾乃
- 音楽編集：山田和範
- 制作進行：宮野安由美

## 製作
2019年7月、ジョナサン・メジャースが本作の主演に起用されたことが発表された。ミュージシャンのジェイムズ・サミュエルが共同で脚本を担当し、本作で監督デビューを果たすこととなった。11月にはイドリス・エルバが参加し、本作をプロデュースするジェイ・Zが本作のオリジナル音楽を担当することが発表された 。2020年9月までには、ザジー・ビーツ、ラキース・スタンフィールド、デルロイ・リンドー、レジーナ・キングらが新たなキャストとして加わった。
撮影は2020年3月にニューメキシコ州サンタフェで開始される予定だったが、COVID-19パンデミックの影響で延期された 。当初キャスティングされたシンシア・エリヴォは、パンデミックによる遅れのために降板せざるを得なかった。撮影は9月に開始されたが 、俳優がCOVID-19の陽性反応を示したため、10月15日に一時中断された。

## 音楽
サウンドトラックは2021年10月29日に配信された。
| #   | タイトル                                     | 作詞                        | 作曲・編曲                  | Artist(s)                               |
| --- | -------------------------------------------- | --------------------------- | --------------------------- | --------------------------------------- |
| 1.  | 「Lightnin’ With The Blam Blams (Skit)」     | Jeymes Samuel               | Jeymes Samuel               | Edi Gathegi and R.J. Cyler              |
| 2.  | 「The Harder They Fall」                     |                             |                             | Koffee                                  |
| 3.  | 「Guns Go Bang」                             | Scott Mescudi, Shawn Carter | Scott Mescudi, Shawn Carter | Kid Cudi and Jay-Z                      |
| 4.  | 「Better Than Gold」                         |                             |                             | Barrington Levy                         |
| 5.  | 「Black Woman」                              |                             |                             | Fatoumata Diawara and Lauryn Hill       |
| 6.  | 「Wednesday’s Child」                        |                             |                             | Alice Smith                             |
| 7.  | 「Blackskin Mile」                           |                             |                             | CeeLo Green                             |
| 8.  | 「Ain’t No Better Love」                     | Henry Samuel                | Henry Samuel                | Seal                                    |
| 9.  | 「We Ain’t No Nincompoop (Skit)」            | J. Samuel                   | J. Samuel                   | Lakeith Stanfield and Regina King       |
| 10. | 「King Kong Riddim」(featuring BackRoad Gee) |                             |                             | Jay-Z, Jadakiss, and Conway the Machine |
| 11. | 「We Go Harder」                             |                             |                             | Laura Mvula and Mayra Andrade           |
| 12. | 「Is The Devil Dead? (Skit)」                | J. Samuel                   | J. Samuel                   | Zazie Beetz and Jonathan Majors         |
| 13. | 「No Turning Around」                        | J. Samuel                   | J. Samuel                   | Jeymes Samuel                           |
| 14. | 「Three And Thirty Years」                   |                             |                             | Pretty Yende                            |

## 評価
Rotten Tomatoesでは映画批評家が87%の支持評価となった。